# Grand Prix automobile d'Italie 1972
Résultats du Grand Prix d'Italie de Formule 1 1972 qui a eu lieu sur le circuit de Monza le 10 septembre 1972.

## Classement
| Pos | N° | Pilote               | Écurie       | Tours | Temps/Abandon          | Grille | Points |
| --- | -- | -------------------- | ------------ | ----- | ---------------------- | ------ | ------ |
| 1   | 6  | Emerson Fittipaldi   | Lotus-Ford   | 55    | 1 h 29 min 58 s 4      | 4      | 9      |
| 2   | 10 | Mike Hailwood        | Surtees-Ford | 55    | +14 s 5                | 9      | 6      |
| 3   | 14 | Denny Hulme          | McLaren-Ford | 55    | +23 s 8                | 5      | 4      |
| 4   | 15 | Peter Revson         | McLaren-Ford | 55    | +35 s 7                | 8      | 3      |
| 5   | 28 | Graham Hill          | Brabham-Ford | 55    | + 1 min 05 s 6         | 13     | 2      |
| 6   | 23 | Peter Gethin         | BRM          | 55    | + 1 min 21 s 9         | 12     | 1      |
| 7   | 3  | Mario Andretti       | Ferrari      | 54    | + 1 tour               | 7      |        |
| 8   | 21 | Jean-Pierre Beltoise | BRM          | 54    | + 1 tour               | 16     |        |
| 9   | 19 | Ronnie Peterson      | March-Ford   | 54    | + 1 tour               | 24     |        |
| 10  | 16 | Mike Beuttler        | March-Ford   | 54    | + 1 tour               | 25     |        |
| 11  | 22 | Howden Ganley        | BRM          | 52    | + 3 tours              | 17     |        |
| 12  | 24 | Reine Wisell         | BRM          | 51    | + 4 tours              | 10     |        |
| 13  | 18 | Niki Lauda           | March-Ford   | 50    | + 5 tours              | 20     |        |
| Ret | 4  | Jacky Ickx           | Ferrari      | 46    | Panne électrique       | 1      |        |
| Ret | 20 | Chris Amon           | Matra        | 38    | Freins                 | 2      |        |
| Ret | 9  | Andrea de Adamich    | Surtees-Ford | 33    | Freins                 | 21     |        |
| Ret | 29 | Wilson Fittipaldi    | Brabham-Ford | 20    | Suspension             | 19     |        |
| Ret | 7  | John Surtees         | Surtees-Ford | 20    | Distribution d'essence | 22     |        |
| Ret | 8  | Tim Schenken         | Surtees-Ford | 20    | Sortie de piste        | 15     |        |
| Ret | 5  | Clay Regazzoni       | Ferrari      | 16    | Collision              | 4      |        |
| Ret | 26 | Carlos Pace          | March-Ford   | 15    | Collision              | 18     |        |
| Ret | 30 | Carlos Reutemann     | Brabham-Ford | 14    | Suspension             | 11     |        |
| Ret | 2  | François Cevert      | Tyrrell-Ford | 14    | Moteur                 | 14     |        |
| Ret | 11 | Nanni Galli          | Tecno        | 6     | Moteur                 | 23     |        |
| Ret | 1  | Jackie Stewart       | Tyrrell-Ford | 0     | Embrayage              | 3      |        |
| Nq. | 25 | Henri Pescarolo      | March-Ford   |       | Non qualifié           |        |        |
| Nq. | 12 | Derek Bell           | Tecno        |       | Non qualifié           |        |        |

Légende :
- Abd.=Abandon

## Pole position et record du tour
- Pole position : Jacky Ickx en 1 min 35 s 65 (vitesse moyenne : 217,355 km/h).
- Meilleur tour en course : Jacky Ickx en 1 min 36 s 3 au 44e tour (vitesse moyenne : 215,888 km/h).

## Tours en tête
- Jacky Ickx : 42 (1-13 / 17-45)
- Clay Regazzoni : 3 (14-16)
- Emerson Fittipaldi : 10 (46-55)

## À noter
- 6e victoire pour Emerson Fittipaldi.
- 47e victoire pour Lotus en tant que constructeur.
- 49e victoire pour Ford Cosworth en tant que motoriste.
- À l'issue de cette course, Emerson Fittipaldi est champion du monde des pilotes et Lotus est championne du monde des constructeurs.